# Юханссон, Эрик (футболист)
Э́рик Йо́ханссон (швед. Erik Johansson; 30 декабря 1988, Фалькенберг, Халланд) — шведский футболист, полузащитник. Выступал за сборную Швеции. Участник чемпионата Европы 2016 года.

## Клубная карьера
Йоханссон — воспитанник клуба «Фалькенберг» из своего родного города. В 2008 году он дебютировал за клуб в Суперэттане. Летом 2011 года Эрик перешёл в ГАИС. 16 сентября в матче против «Норрчёпинга» он дебютировал в Аллсвенскан лиге. 17 октября в поединке против «Гётеборга» Йоханссон забил свой первый гол за команду.
В начале 2013 года Эрик перешёл в «Мальмё», подписав контракт на четыре года. В матче против «Хальмстада» он дебютировал за команду. 31 мая в поединке против «Отвидаберга» Йоханссон забил свой первый гол за «Мальмё». В составе клуба он дважды стал чемпионом Швеции и обладателем Кубка Швеции.
Летом 2015 года Эрик перешёл в бельгийский «Гент». 31 июля в матче против «Генка» он дебютировал в Жюпиле лиги. В начале 2016 года Йоханссон подписал контракт на четыре года с датским «Копенгагеном». 28 февраля в матче против «Эсбьерга» Эрик дебютировал в датской Суперлиге. Йоханссон помог новой команде завоевать Кубок Дании.
Летом 2018 года Юханссон попросил руководство «Копенгагена» о досрочном расторжении контракта по семейным причинам. 26 июня он вернулся в Швецию, заключив контракт на 4,5 года с клубом «Юргорден».

## Международная карьера
21 января 2014 года в товарищеском матче против сборной Исландии Йоханссон дебютировал за сборную Швеции.
Летом 2016 года Йоханссон попал в заявку сборной на участие в чемпионате Европы во Франции. На турнире он сыграл в матчах против команд Ирландии, Италии и Бельгии.

## Достижения
«Мальмё»
- Чемпион Швеции (2): 2013, 2014
- Обладатель Суперкубка Швеции (2): 2013, 2014

«Копенгаген»
- Чемпион Дании (2): 2015/16, 2016/17
- Обладатель Кубка Дании (2): 2015/16, 2016/17

«Юргорден»
- Чемпион Швеции: 2019